# 公園緑地系統
公園緑地系統（こうえんりょくちけいとう）、公園系統（こうえんけいとう、park system）とは、都市市街地において、公園を個別的に配するのではなくおたがいを関連づけ、全体としてオープン・スペースのネットワークを形成するように整備するシステム。個々の公園や緑地を連結するために河川敷地を利用したり、緑道などがつくられる。
既存の建築物による影響が少なく、都市計画が柔軟に行えるアメリカ合衆国において、20世紀に入ってから確立した概念である。起源を1850年代のボストンに求める研究もある。ヨーロッパや台湾にも影響を与えた。